# Helmuth Euler
Helmuth Euler (29. listopadu 1933 Werl – 4. března 2020 tamtéž) byl německý autor literatury faktu, fotograf a filmař.

## Životopis
Helmut Euler vystudoval fotografii a filmovou technologii v Kolíně nad Rýnem, získal titul v oboru strojírenství a fotografie. V roce 1959 otevřel obchod s fotografickými a filmovými potřebami včetně výtvarného ateliéru ve Werlu, který si později pronajal. V roce 1961 natočil první barevný dokumentární film se zvukem o Werlu, nazvaný Werlorama. Euler žil ve Werlu a jeho žena byla fotografka Henrietta Euler.

## Dílo
Helmuth Euler byl autorem literatury faktu se zaměřením na bombardování přehrad a válečného období.
- Werl unterm Hakenkreuz. Brauner Alltag in Bildern, Texten, Dokumenten. Selbstverlag, Werl 1983.
- Entscheidung an Rhein und Ruhr 1945. Bildreport Weltkrieg. Motorbuchverlag, Stuttgart 1995, ISBN 3-87943-728-9.
- Als Deutschlands Dämme brachen. Motorbuchverlag, Stuttgart 1999, ISBN 3-87943-367-4.
- Werl, alte Fotos erzählen. Sutton 2007, ISBN 978-3-86680-116-5.
- Wasserkrieg. 17. Mai 1943: Rollbomben gegen die Möhne-, Eder- und Sorpestaudämme. Motorbuchverlag 2007, ISBN 978-3-613-02789-3.
- Euler natáčel filmy pro WDR. V roce 1961 vyrobil první barevný dokumentární film se zvukem o Werlu, nazvaný Werlorama.